# Shuma-Gorath
Shuma-Gorath è un personaggio dei fumetti Marvel Comics, basato su una delle creazioni di Robert E. Howard e su Starro della DC Comics. Viene inizialmente menzionato senza apparire in Marvel Premiere n. 5 (novembre 1972), scritto da Gardner F. Fox e disegnato da Irv Wesley; quindi appare in scena compiutamente in Marvel Premiere n. 10 (settembre 1973), scritto da Steve Englehart e disegnato da Frank Brunner. È uno dei più pericolosi nemici del Dottor Strange.

## Storia editoriale
Il personaggio appare successivamente in Premiere Marvel numero 14 (marzo 1974): Shuma-Gorath appare sulla Terra preistorica e viene sconfitto da Sise-Neg, Doctor Strange (Vol. 2) n. 81 (febbraio 1987); Strange Tales (Vol. 2) n. 15/04 (aprile 1987-aprile 1988): la seconda battaglia tra Strange e Shuma-Gorath avviene in numero 13-14; Fantastic Four (Vol. 1) n. 314 (maggio 1988): la storia da Strange Tales attraversa ed ha effetti su Dr. Strange in Strange Tales (Vol. 2) n. 15; Conan the Barbarian n. 252 (gennaio 1992), nn. 258-260 (luglio-settembre 1992): Shuma-Gorath è brevemente resuscitato in Era hyboriana, anche se il personaggio appare significativamente diverso da quello normale; Marvel Knights nn. 26-27 (marzo-aprile 2006): sconfigge i Fantastici Quattro.

## Biografia
Durante la preistoria, Shuma-Gorath governava il mondo e richiedeva sacrifici umani fino a quando non fu bandito dallo stregone viaggiatore nel tempo Sise-Neg. L'entità alla fine ritorna durante l'era hyboriana, ma viene imprigionata all'interno di una montagna dal potere del dio Crom. Shuma-Gorath continua ad avere un'influenza sulla Terra fino a quando non viene rimandato nella sua dimensione natale da Crom.
Quando l'entità cerca di tornare sulla Terra attraverso la mente dell'Antico, il suo discepolo Dottor Strange è costretto a ucciderlo per impedirlo. Anni dopo, Strange combatte Shuma-Gorath nella sua dimensione domestica e, sebbene vittorioso, diventa gradualmente una nuova versione dell'entità. Strange si suicida per impedire questa trasformazione e viene resuscitato da un alleato. Lo stregone Nicholas Scratch convoca l'entità sulla Terra, ma viene respinta dagli sforzi combinati del Dottor Strange, dei Fantastici Quattro, dei Sette di Salem e di Diablo.
Shuma-Gorath si rivela infine essere uno dei quattro immortali "multi-angolari" extra-dimensionali che guidano un'invasione metafisica da una dimensione chiamata "cancroverso". Nel tentativo di distruggere la Morte stessa, l'entità e i suoi alleati sono resi inerti dalla forma concettuale della Morte e successivamente sono intrappolati nel cancroverso quando viene distrutto. Shuma-Gorath sopravvive e tenta ancora una volta di invadere la Terra, ma viene respinto dai Vendicatori con la Lancia del Destino.
Durante la trama di "Infinity" del 2013, il servo di Thanos, Ebony Maw, manipola il dottor Strange per evocare Shuma-Gorath per le strade di New York. La creatura incontra Luke Cage e la sua nuova squadra di Vendicatori. Blue Marvel arriva sulla scena della battaglia e vola attraverso la testa di Shuma-Gorath, distruggendo la sua manifestazione fisica. Il corpo astrale di Shuma-Gorath possiede una folla di persone a New York e tenta di ricrearsi sulla Terra. Viene indebolito dagli attacchi mistici di Power Man e White Tiger e infine bandito da Monica Rambeau, che penetra nell'occhio di Shuma-Gorath come un raggio di luce e disperde l'entità dall'interno.
La trama di The Last Days of Magic descrive Shuma-Gorath come responsabile della distruzione del pianeta natale del personaggio Imperator, leader dell'Empirikul, inviando un gruppo di stregoni malvagi alla sua famiglia. Questo porta l'Imperatore a dedicare la sua vita a distruggere la magia in ogni universo.
Più tardi, durante una battaglia, Dormammu afferma al Dottor Strange che ha aiutato l'Empirikul a trovare Shuma-Gorath, che è stato sconfitto dall'Imperator. Il dottor Strange in seguito bandisce Dormammu nello stesso Shuma-Gorath, che era visibilmente ferito e in cerca di vendetta.

## Poteri e abilità
Shuma-Gorath è un'antica forza del caos, il sovrano immortale, quasi invincibile e simile a un dio di quasi un centinaio di universi alternativi, in grado di proiettare energia, mutare forma, teletrasporto, levitazione e alterare la realtà.
È descritto come molto più potente di altri potenti nemici demoniaci, come Satannish e Mephisto, ed è in grado di distruggere automaticamente più galassie attraverso la sola pressione della sua aura.

## Altri media

### Cinema
- Shuma-Gorath, con il nome di Gargantos, compare per la prima volta come antagonista minore nel ventottesimo capitolo cinematografico del Marvel Cinematic Universe Doctor Strange nel Multiverso della Follia (2022),[3] diretto da Sam Raimi.

### Videogiochi
- Nella serie di videogiochi di lotta Marvel Vs Capcom, Shuma-Gorath è un personaggio giocabile ricorrente.
- Nel videogioco di flipper digitale ZEN Pinball 2, Shuma-Gorath è presente nella tavola del Dottor Strange.